# Tirage mécanique

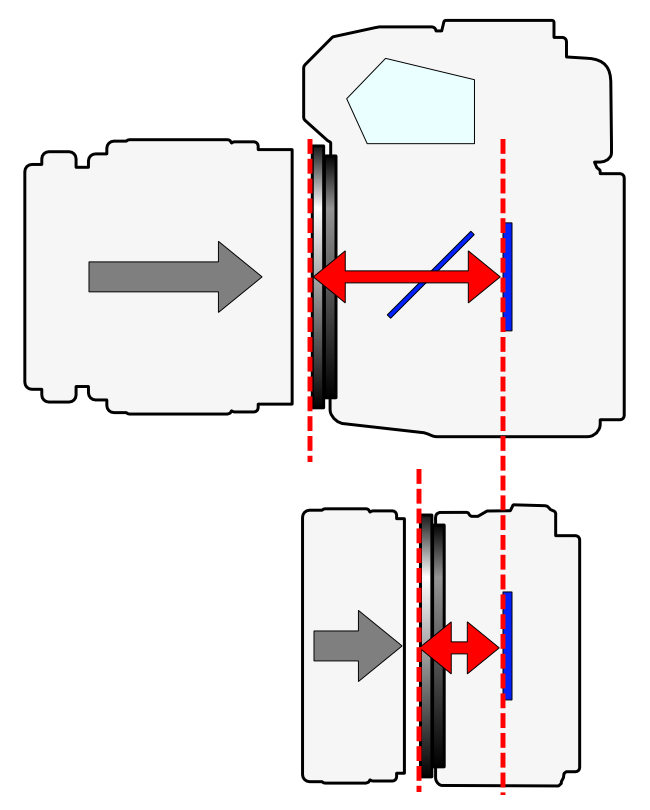
En rouge, le tirage mécanique sur un appareil de type reflex mono-objectif et sur un appareil photographique hybride.

Le tirage mécanique ou distance focale de bride d'un appareil photographique à objectif interchangeable est la distance entre la « bride » ou bague de monture d'objectif et la surface photosensible (capteur numérique, pellicule ou émulsion).
Cette distance conditionne la possibilité de monter l'objectif d'un système grâce à un simple adaptateur mécanique sur le boîtier d'un autre système. Pour fabriquer un adaptateur qui permet de faire la mise au point à l'infini sans optique corrective, le tirage mécanique de l'objectif doit être plus grand que celui du boîtier de l'appareil sur lequel on veut le monter, laissant de l'espace pour l'adaptateur. Les systèmes d'appareils (et leur monture) ayant un grand tirage mécanique ont des objectifs qui peuvent être facilement adaptés, alors que ceux qui un faible tirage mécanique (typiquement les appareils hybrides) peuvent recevoir un adaptateur pour de nombreux types d'objectifs.